# Musterstein
Der Musterstein ist ein 2478 m hoher Gipfel im östlichen Teil des Wettersteingebirges. Auf dem Gipfel befindet sich ein Gipfelkreuz.
Die Besteigung des Mustersteins erfolgt von der Meilerhütte über Angerlloch und Hirschbichlsattel (I, teilweise weglos) oder über den Westgrat (2 Stunden Klettertour mit Schwierigkeitsgrad II bis III).
- Talorte: Partenkirchen (D), Leutasch
- Stützpunkte: Meilerhütte (Sektion Garmisch-Partenkirchen des Deutschen Alpenvereins)